# Ronald Tree
Arthur Ronald Lambert Field Tree (26 septembre 1897 - 14 juillet 1976, Londres), est un financier et homme politique britannique.

## Biographie
Petit-fils de Marshall Field, sa mère se remarie avec David Beatty après avoir divorcé en 1901.
Après avoir suivi ses études en Angleterre, Ronald Tree devient investisseur au New York Stock Exchange et éditeur du Forum Magazine.
Il épouse en 1927 Nancy Keene Perkins, l'ex-épouse de son cousin Henry Marshall Field. Ils eurent deux fils, dont Jeremy Tree (en), et une fille.
Il retourne en Angleterre après le krach de 1929 et s'installe à Kelmarsh Hall. Il acquiert par la suite Ditchley (en).
Il est élu de la Chambre des communes en 1933 et y siège jusqu'en 1945.
Il obtient de Winston Churchill, avec lequel il entretient des relations amicales, un poste au Ministère de l'Information durant la Seconde Guerre mondiale.
Il fait la rencontre de Marietta Peabody FitzGerald (en). Ils divorcent tous les deux pour se marier en 1947. Ils ont une fille, Penelope Tree, née en 1949.

## Sources
- (en) Cet article est partiellement ou en totalité issu de l’article de Wikipédia en anglais intitulé « Ronald Tree » (voir la liste des auteurs).